# アイルランド (テレビドラマ)
『アイルランド』は、MBCで2004年9月1日から2004年10月21日まで放送されたテレビドラマ（韓国ドラマ）。全16話。

## ストーリー
養子としてアイルランド系の家族のもとで成長したジュンア（イ・ナヨン）。医大を卒業してインターンをしていた彼女は、家族が政治的な事件に巻き込まれ、殺される場面を目撃する。
家族を救うことができなかったという自責の念に駆られたジュンアは、生まれ故郷の韓国に帰国し、飛行機の中で出逢ったグク（ヒョンビン）と、互いを支え合うように結婚生活を始めた。
そんなある日、ジュンアはジェボク（キム・ミンジュン）と知り合いそれを期に２人は急速に親しくなっていく。
しかし、ジェボクにポルノ女優のシヨン（キム・ミンジョン）という恋人がいた。

## キャスト
- イ・ジュンア：イ・ナヨン
- イ・ジェボク：キム・ミンジュン
- ハン・シヨン：キム・ミンジョン
- カン・グク：ヒョンビン

## スタッフ
- 演出：キム・ジンマン
- 脚本：イン・ジョンオク
- 制作：MBC
- 放送時間：水＆木曜日午後9時55分